# Acacia adnata
Acacia adnata är en ärtväxtart som beskrevs av Ferdinand von Mueller. Acacia adnata ingår i släktet akacior, och familjen ärtväxter. Inga underarter finns listade i Catalogue of Life.